# Trofej prvakinja 1997. (hokej na travi)
6. Trofej prvakinja se održao 1997. godine.

## Mjesto i vrijeme održavanja
Održao se od 1. do 8. lipnja 1997.
Utakmice su se igrale u njemačkom gradu Berlinu.

## Natjecateljski sustav
Ovaj turnir se igralo po jednostrukom ligaškom sustavu. Od ovog turnira se uvelo veće bodovanje pobjede odnosno za pobjedu se dobivalo 3 boda, za neriješeno 1 bod, a za poraz nijedan bod. 
Nakon ligaškog dijela, igralo se za poredak. Prva i druga djevojčad na ljestvici je doigravala za zlatno odličje, treće i četvrte za brončano odličje, a pete i šeste na ljestvici za 5. i 6. mjesto.
Susrete se igralo na umjetnoj travi.

## Sudionice
Sudjelovale su djevojčadi: domaćin Njemačka, braniteljica naslova Australija, Nizozemska, J. Koreja, SAD i Uj. Kraljevstvo.

## Sastavi

### Australija
Trener: Ric Charlesworth
| - ( 1.) Jenny Morris - ( 2.) Katrina Powell - ( 3.) Michelle Andrews - ( 4.) Karen Smith - ( 5.) Renita Garard-Farrell - ( 6.) Katie Allen - ( 7.) Kate Starre - ( 8.) Rechelle Hawkes | - ( 9.) Claire Mitchell-Taverner - (10.) Louise Dobson - (11.) Tammy Cole - (12.) Alyson Annan - (13.) Nikki Mott - (14.) Juliet Haslam - (15.) Clover Maitland (vratarka) - (16.) Rachel Imison (vratarka) |

### Njemačka
Trener: Berti Rauth
| - ( 1.) Alexandra Schmidt (vratarka) - ( 2.) Julia Zwehl (vratarka) - ( 3.) Susanne Müller - ( 4.) Tanja Dickenscheid - ( 5.) Nadine Ernsting-Krienke - ( 6.) Inga Möller - ( 7.) Natascha Keller - ( 8.) Melanie Cremer | - ( 9.) Denise Klecker - (10.) Badri Latif - (11.) Birgit Mensch - (12.) Britta Becker - (13.) Marion Rodewald - (14.) Philippa Suxdorf - (15.) Heike Lätzsch - (16.) Katrin Kauschke (kapetanica) |

### Uj. Kraljevstvo
Trener: nepoznato
| - Carolyn Reid (vratarka) - Karen Brown - Joanne Mould - Lisa Copeland - Jackie Empson - Kirsty Bowden - Mandy Davies (kapetanica) - Purdy Miller | - Lucilla Wright - Jane Sixsmith - Tina Cullen - Jane Smith - Lucy Newcombe - Denise Marston-Smith - Hilary Rose (vratarka) - Sarah Blanks |

### Nizozeska
Trener: Tom van 't Hek

Pomoćni trener: Robbert Delissen

Fizioterapaut: Johannes Veen

"Videoman": Roberto Tolentino
| - ( 1.) Stella de Heij (vratarka) - ( 2.) Daphne Touw (vratarka) - ( 3.) Inge van den Broek - ( 4.) Julie Deiters - ( 5.) Ellen Kuipers - ( 6.) Myrna Veenstra - ( 7.) Nicole Koolen - ( 8.) Dillianne van den Boogaard | - ( 9.) Willemijn Duyster - (10.) Minke Smabers - (11.) Ageeth Boomgaardt - (12.) Wendy Fortuin - (13.) Eefke Mulder - (14.) Carole Thate (kapetanica) - (15.) Fleur van de Kieft - (16.) Suzan van der Wielen |

### J. Koreja
Trener: nepoznato
| - ( 1.) You Jae-Sook (vratarka) - ( 2.) Kim Eun-Jin - ( 3.) Cho Eun-Jung - ( 4.) Park Ok-Nam - ( 5.) Choi Eun-Kyung - ( 6.) Kim Myung-Ok - ( 7.) Back Young-Ho - ( 8.) Choi Kwan-Sook | - ( 9.) Choi Mi-Soon - (10.) Lee Ji-Young - (11.) Kim Soo-Jung - (12.) Lee Kyung-Ahn - (13.) Oh Seung-Shin - (14.) Park Eun-Kyung - (15.) Lee Eun-Young - (16.) Jim Deok-San |

### SAD
Trener: Pam Hixon
| - ( 1.) Jennifer Salisbury (vratarka) - ( 2.) Carla Tagliente - ( 3.) Liz Tchou - ( 4.) Margaret Storrar - ( 5.) Meredith Thorpe - ( 6.) Chris DeBow - ( 7.) Kristen Holmes - ( 8.) Kelli James | - ( 9.) Tracey Fuchs - (10.) Carolyn Schwarz - (11.) Katie Kauffman - (12.) Andrea Wieland (vratarka) - (13.) Rose Aspelin - (14.) Pam Neiss - (15.) Jill Reeve - (16.) Tara Maguire |

## Rezultati natjecanja u skupini
- nedjelja, 1. lipnja 1997.

|           |       |                      |                                   |
| J. Koreja | 0 : 1 | SAD                  | Suci: Judith Barnesby Renée Cohen |
|           |       | Carla Tagliente 39.' | Suci: Judith Barnesby Renée Cohen |

|                          |       |                          |                                |
| Australija               | 1 : 1 | Njemačka                 | Suci: Renée Chatas Gill Clarke |
| Alyson Annan 28.'(k.u/k) |       | Britta Becker 61.'(k.u.) | Suci: Renée Chatas Gill Clarke |

|                    |       |                 |                                      |
| Nizozemska         | 1 : 0 | Uj. Kraljevstvo | Suci: Jana Halamova Alison McCloskey |
| Ellen Kuipers 16.' |       |                 | Suci: Jana Halamova Alison McCloskey |

- ponedjeljak, 2. lipnja 1997.

|                 |       |                                       |                                  |
| Uj. Kraljevstvo | 0 : 2 | J. Koreja                             | Suci: Ute Löwenstein Renée Cohen |
|                 |       | Choi Eun-Kyung 60.' Lee Ji-Young 58.' | Suci: Ute Löwenstein Renée Cohen |

|                                    |       |                                       |                                            |
| SAD                                | 2 : 2 | Njemačka                              | Suci: Judith Barnesby Gina Spitaleri (ITA) |
| Tara Maguire 47.' Kelli James 61.' |       | Inga Möller 17.' Natascha Keller 39.' | Suci: Judith Barnesby Gina Spitaleri (ITA) |

|            |       |                                            |                               |
| Nizozemska | 0 : 2 | Australija                                 | Suci: Jana Halamova Lee Mi-Ok |
|            |       | Alyson Annan 34.' Jenny Morris 49.'(k.u/k) | Suci: Jana Halamova Lee Mi-Ok |

- srijeda, 4. lipnja 1997.

|                                                                                  |       |                                       |                                         |
| Njemačka                                                                         | 3 : 2 | J. Koreja                             | Suci: Renée Chatas Gina Spitaleri (ITA) |
| Nadine Ernsting-Krienke 4.' Denise Klecker 16.'(k.u/k) Heike Lätzsch 54.'(k.u/k) |       | Choi Mi-Soon 11.' Park Eun-Kuyng 32.' | Suci: Renée Chatas Gina Spitaleri (ITA) |

|                 |       |                                                                 |                                            |
| Uj. Kraljevstvo | 0 : 3 | Australija                                                      | Suci: Ute Löwenstein Masako Kamisuki (JPN) |
|                 |       | Karen Smith 20.' Jenny Morris 28.'(k.u/k) Michelle Andrews 50.' | Suci: Ute Löwenstein Masako Kamisuki (JPN) |

|                                                                          |       |     |                             |
| Nizozemska                                                               | 3 : 0 | SAD | Suci: Gill Clarke Lee Mi-Ok |
| Fleur van de Kieft 5.' Fleur van de Kieft 13.' Suzan van der Wielen 53.' |       |     | Suci: Gill Clarke Lee Mi-Ok |

- četvrtak, 5. lipnja 1997.

|                                                              |       |                 |                                |
| Njemačka                                                     | 3 : 0 | Uj. Kraljevstvo | Suci: Renée Chatas Renée Cohen |
| Natascha Keller 24.' Katrin Kauschke 52.' Heike Lätzsch 59.' |       |                 | Suci: Renée Chatas Renée Cohen |

| |       |     |                                          |
| Australija                                                                                                | 5 : 0 | SAD | Suci: Jana Halamova Gina Spitaleri (ITA) |
| Alyson Annan 2.'(k.u/k) Jenny Morris 22.'(k.u.) Jenny Morris 47.'(k.u/k) Lisa Powell 55.' Nikki Mott 57.' |       |     | Suci: Jana Halamova Gina Spitaleri (ITA) |

|                                         |       |            |                                      |
| J. Koreja                               | 2 : 0 | Nizozemska | Suci: Judith Barnesby Ute Löwenstein |
| Park Eun-Kuyng 18.' Choi Kwan-Sook 68.' |       |            | Suci: Judith Barnesby Ute Löwenstein |

- subota, 7. lipnja 1997.

|                      |       |                                                     |                             |
| SAD                  | 1 : 2 | Uj. Kraljevstvo                                     | Suci: Lee Mi-Ok Renée Cohen |
| Carla Tagliente 21.' |       | Jane Sixsmith 11.'(k.u/k) Denise Marston-Smith 32.' | Suci: Lee Mi-Ok Renée Cohen |

|                                                               |       |                                    |                                    |
| J. Koreja                                                     | 3 : 2 | Australija                         | Suci: Jana Halamova Ute Löwenstein |
| Choi Kwan-Sook 24.' Lee Ji-Young 45.' Kim Myung-Ok 69.'(k.u.) |       | Lisa Powell 24.' Alyson Annan 61.' | Suci: Jana Halamova Ute Löwenstein |

|                                                  |       |            |                                   |
| Njemačka                                         | 2 : 0 | Nizozemska | Suci: Gill Clarke Judith Barnesby |
| Nadine Ernsting-Krienke 46.' Denise Klecker 55.' |       |            | Suci: Gill Clarke Judith Barnesby |

### Poredak nakon natjecanja u skupini
```
 1. 
 Njemačka             5    3    2    0     (11: 5)      
11
 
 2. 
 Australija           5    3    1    1     (13: 4)      
10

 3. 
 J. Koreja            5    3    0    2     ( 9: 6)       
9

 4. 
 Nizozemska           5    2    0    3     ( 4: 6)       
6
 
 5. 
 SAD                  5    1    1    3     ( 4:12)       
4
 
 6. 
 Uj. Kraljevstvo      5    1    0    4     ( 2:10)       
3
```

## Doigravanje
Susreti za doigravanje su se odigrali u nedjelju 8. lipnja 1997.
- za 5. mjesto

| 11:00 |       |                                                                |                                           |
| SAD   | 0 : 3 | Uj. Kraljevstvo                                                | Suci: Gina Spitaleri (ITA) Ute Löwenstein |
|       |       | Karen Brown 16.'(k.u.) Jane Smith 64.'(k.u.) Purdy Miller 65.' | Suci: Gina Spitaleri (ITA) Ute Löwenstein |

- za brončano odličje

| 13:00                                        |       | |                                    |
| J. Koreja                                    | 2 : 5 | Nizozemska | Suci: Renée Chatas Judith Barnesby |
| Oh Seung-Shin 13.' Choi Mi-Soon 43.'(k.u/k)) |       | Carole Thate 9.'(k.u.) Suzan van der Wielen 29.' Suzan van der Wielen 41.' Suzan van der Wielen 56.' Fleur van de Kieft 59.' | Suci: Renée Chatas Judith Barnesby |

- za zlatno odličje

| 15:00             |               |                                   |                               |
| Njemačka          | 1 : 2 (prod.) | Australija                        | Suci: Gill Clarke Renée Cohen |
| Britta Becker 3.' |               | Lisa Powell 8.' Alyson Annan 78.' | Suci: Gill Clarke Renée Cohen |

### Konačna ljestvica
| Mj. | Momčad          |
| --- | --------------- |
| 1.  | Australija      |
| 2.  | Njemačka        |
| 3.  | Nizozemska      |
| 4.  | J. Koreja       |
| 5.  | Uj. Kraljevstvo |
| 6.  | SAD             |

| Pobjednice                |
| ------------------------- |
| Australija Četvrti naslov |

## Najbolje sudionice
| Hokejašica   | Pogodaka   |
| ------------ | ---------- |
| Alyson Annan | 5 pogodaka |